# Ceraphron myrmecophilus
Ceraphron myrmecophilus är en stekelart som beskrevs av Jean-Jacques Kieffer 1913. Ceraphron myrmecophilus ingår i släktet Ceraphron och familjen pysslingsteklar. Inga underarter finns listade i Catalogue of Life.